# Zuidelijke bruinborstwinterkoning
De zuidelijke bruinborstwinterkoning (Cyphorhinus thoracicus) is een zangvogel uit de familie Troglodytidae (winterkoningen).

## Verspreiding en leefgebied
De soort komt voor van Midden-Peru tot in westelijk Bolivia. De leefgebieden liggen aan de oostkant van de Andes op 1300 tot 2300 meter boven zeeniveau in montaan bos met ondergroei.